# Jornada Mundial de la Juventud 2008
La Jornada Mundial de la Juventud 2008 (por sus siglas en español, JMJ 2008, o por sus siglas en inglés, WYD 2008) es un encuentro de jóvenes que se realizó en la ciudad de Sídney, Australia, entre los días 15 y 20 de julio de 2008, con una participación aproximada de 700 mil jóvenes[cita requerida]. Contó con la asistencia del Papa Benedicto XVI. Esta fue la segunda edición que se realizó en el hemisferio sur, tras Buenos Aires en 1987.

## Jornada

### Recorrido de la Cruz e Icono
El encuentro se puso en marcha con la llegada a Australia el 1 de julio de 2007 de la Cruz de los Jóvenes y la imagen de María para viajar durante doce meses por las diócesis y comunidades católicas del país. Este "peregrinaje" se asemeja al recorrido de relevos de la llama olímpica previo a cada edición de los Juegos Olímpicos. El 16 de julio de 2008 llegó finalmente a Barangaroo, (Sídney) para dar inicio al encuentro internacional.

### Catequesis
Las catequesis fueron instancias de formación que se impartieron en diversos puntos de la bahía de Sídney, en las cuales se daba una charla o tema relacionado con el mismo encuentro de la juventud. Las catequesis se desarrollaron durante la mañana desde el miércoles hasta el viernes, desde las 9.00 (19.00 GMT) hasta las 12.00 horas (22.00 GMT) o desde las 11.00 (21.00 GMT) hasta las 13.00 horas (23.00 GMT).
Las catequesis poseían la siguiente estructura:
- Bienvenida a los peregrinos
- Una pequeña introducción a la catequesis, que podía incluir música o un testimonio
- Reconciliación, que es fue un discurso previo a la catequesis del obispo.
- Catequesis del Obispo
- Discusiones en los grupos y un momento de preguntas.
- Tiempo de reflexión, que podía incluir adoración al Santísimo Sacramento.
- Pequeño descanso
- Encuentro con el resto de los peregrinos.

### Festivales de la juventud
Los festivales de la juventud eran instancias para compartir con peregrinos de otras regiones del mundo y asistir a exposiciones o encuentros relacionados con la jornada. Todas las actividades eran sin costo y poseían la característica de centrarse en algunas áreas del catolicismo en específico. Estos festivales podían ser actividades culturales, foros de discusión, películas, adoraciones.
Estos festivales se realizaron desde el lunes hasta el domingo, siendo tan solo suspendido el día sábado, para preparar la vigilia.

### Llegada del Papa

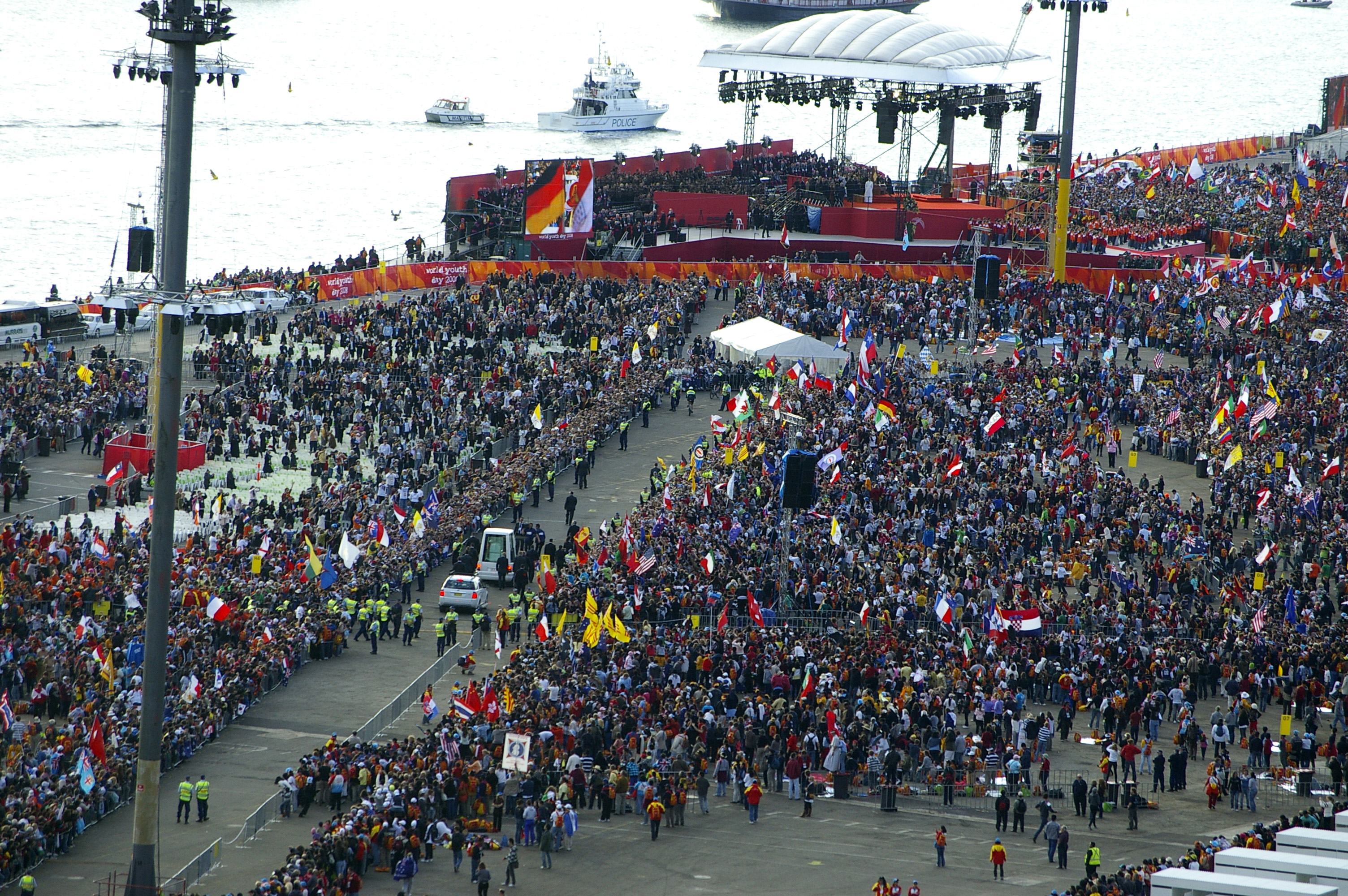
Llegada del Papa a Barangaroo

El día domingo 13 de julio llegó el Papa Benedicto XVI a Australia, tras lo cual se fue a descansar hasta el día jueves 17, cuando apareció en Barangaroo en una caravana, siendo esperado por cerca de 250 mil jóvenes. En esta llegada,  el Santo Padre fue acogido por numerosos jóvenes aborígenes australianos y por jóvenes de la zona del Pacífico, que entonaron cantos indígenas seguidos por el "Tu es Petrus". Sobre estas tribus, el Santo Padre señaló: estoy profundamente emocionado de encontrarme en vuestra tierra conociendo los sufrimientos e injusticias que ha soportado, pero consciente también de la regeneración y de la esperanza que en estos momentos viven, con orgullo legítimo, todos los australianos". 
A su vez, dio un pequeño discurso en varios idiomas, enfatizando el lema de esta jornada. El Santo Padre invitó a los jóvenes a "estar alerta a los signos de dar la espalda a la estructura moral que Dios ha dado a la humanidad" y a "reconocer que la dignidad innata del individuo se asienta en su identidad más profunda, como imagen del Creador y que, por eso, los derechos humanos son universales, basados en la ley natural y no en algo que depende de negociaciones o condescendencia, ni tanto menos del compromiso. Así llegamos a pensar en el puesto que ocupan en nuestra sociedad los pobres, los ancianos, los inmigrantes, los que no tienen voz. ¿Cómo puede ser que la violencia doméstica atormente a tantas madres y a tantos niños? ¿Cómo es posible que (...) el seno materno se haya convertido en lugar de violencia innombrable?".

### Vía Crucis
El día viernes 18 de julio, se realizó un Vía Crucis por algunas zonas de Sídney, que contó con la representación con actores de las distintas estaciones que lo componen.
Estaciones y ubicaciones
| Estación | Nombre (inglés)                                                                            | Ubicación                    |
| -------- | ------------------------------------------------------------------------------------------ | ---------------------------- |
| I        | La última Cena (The Last Supper)                                                           | St Mary's Cathedral          |
| II       | La agonía en el Huerto de los Olivos (The Agony in the Garden of Gethsemane)               | The Domain                   |
| III      | Jesús ante el Sanedrín (Jesus before the Sanhedrin)                                        | The Art Gallery of NSW       |
| IV       | Jesús ante Poncio Pilatos (Jesus before Pontius Pilate)                                    | Sydney Opera House           |
| V        | Jesús es coronado (Jesus is whipped and crowned)                                           | Sydney Opera House Forecourt |
| VI       | Jesús carga con la cruz (Jesus carries his Cross)                                          | Sydney Opera House Forecourt |
| VII      | Jesús es ayudado por Simón de Cirene (Jesus is helped by Simon of Cyrene)                  | Cockle Bay, Darling Harbour  |
| VIII     | Jesús les habla a las mujeres de Jerusalén (Jesus speaks to the women of Jerusalem)        | Barangaroo, Centre Stage     |
| IX       | Jesús es clavado (Jesus is stripped and nailed)                                            | Barangaroo North Stage       |
| X        | Jesús y el buen ladrón (Jesus and the Good Thief)                                          | Barangaroo North Stage       |
| XI       | Jesús habla a María y Juan (Jesus speaks to Mary and John)                                 | Barangaroo North Stage       |
| XII      | Jesús muere en la Cruz (Jesus dies on the cross)                                           | Barangaroo North Stage       |
| XIII     | El Cuerpo de Jesús es bajado de la Cruz (The body of Jesus is brought down from the Cross) | Barangaroo North Stage       |

### Peregrinación, Vigilia y Misa de envío
El sábado 19, cerca de 200 mil peregrinos peregrinaron desde la Capilla de Mary MacKillop, al norte de la ciudad, pasando por la bahía de Sídney, hasta el Hipódromo de Randwick, para participar la vigilia, en la denominada "noche bajo las estrellas". En esta vigilia hubo momentos de oración y la mayoría de los peregrinos durmieron bajo las estrellas.
El día siguiente participar en el mismo hipódromo de la misa de clausura del evento, donde el Papa Benedicto XVI les exhortó a los jóvenes durante la homilía a construir un futuro de esperanza para la humanidad. Refiriéndose al tema de la JMJ: "Recibiréis la fuerza del Espíritu Santo, que vendrá sobre vosotros, y seréis mis testigos", el Papa afirmó en la homilía que "como fuente de nuestra vida nueva en Dios, el Espíritu Santo también es, de un modo muy real, el alma de la Iglesia, al amor de nos une al Señor y entre nosotros y la luz que abre nuestros ojos para ver las maravillas de la gracia de Dios en todos nosotros".
Tras poner de relieve que "la fuerza del Espíritu nunca deja de llenar la vida de la Iglesia", Benedicto XVI señaló que "sin embargo, esta fuerza, la gracia del Espíritu, no es algo que podamos merecer o conquistar; solo podemos recibirla como puro don". Durante la celebración eucarística, el Santo Padre administró el sacramento de la Confirmación a 24 jóvenes. Antes de concluir la Misa, el Papa anunció la sede de la siguiente Jornada Mundial de Juventud en Madrid, España el año 2011, causando euforia entre los participantes europeos. 